# Jaroslav Pušbauer
Jaroslav Pušbauer, češki hokejist, * 31. julij 1901, Praga, Češka, † 6. junij 1974.
Pušbauer je v češkoslovaški ligi igral za kluba LTC Praha in Sparta Praga, za češkoslovaško reprezentanco je igral na dveh olimpijskih igrah, več svetovnih prvenstvih, kjer je bil dobitnik dveh bronastih medalj, in več evropskih prvenstvih, kjer je bil dobitnik dveh zlatih in ene srebrne medalje. Za reprezentanco je na 82-ih tekmah dosegel štiri gole.
Leta 2010 je bil sprejet v Češki hokejski hram slavnih.